# Merveille Bope
Merveille Bope Bokadi, né le 21 mai 1996 à Kinshasa, est un footballeur international congolais. Il joue au poste de milieu défensif ou défenseur. 

## Biographie

### En club
Avec le club du TP Mazembe, il remporte la Ligue des champions d'Afrique en 2015, en battant le club de l'USM Alger en finale. Ce sacre lui permet de participer à la Coupe du monde des clubs 2015 organisée au Japon. Dans son pays natal, son aisance technique lui vaut le surnom de Zidane.
Le 31 janvier 2017, il signe au Standard de Liège en prêt avec option d'achat. Merveille joue son premier match en plays-off avec les Rouches contre l'Union saint-gilloise (2-2). Le 18 mai 2017, le Standard officialise les transferts définitifs de Jonathan Bolingi, Christian Luyindama et Merveille Bope Bokadi, tous initialement prêtés par le Tout Puissant.
Titulaire lors de huit des neuf premières rencontres de championnat de la saison 2017-2018, il est victime d'une rupture du ligament croisé antérieur lors d'un déplacement à Anderlecht le 1er octobre. Le Congolais ne retrouve les terrains que le 3 février 2019 à l'occasion de la réception d'Anderlecht, remplaçant en défense centrale son compatriote Christian Luyindama, parti pour Galatasaray.
Le 19 septembre, il dispute son premier match de Ligue Europa face au Vitória Guimarães (victoire 2-0), formant la chanière centrale au côté de Konstantinos Laifis. Toujours en 2019, il sort sur blessure lors des seizièmes de finale de la Coupe de Belgique contre Lommel le 26 septembre. Une nouvelle rupture du ligament croisé antérieur lui est diagnostiquée, cette fois au genou droit. Moins de deux ans plus tard, Merveille subira également une rupture du tendon d'Achille qui le tiendra à nouveau écarté des terrains pendant plusieurs mois. Malgré tous ces coups du sort, il retrouve à chaque fois sa place dans le onze liégeois.

### En équipe nationale
Avec la sélection congolaise, il dispute le Tournoi de Toulon en 2013 puis est titularisé pour la première fois au Stade des Martyrs contre l'Angola le 26 mars 2016 (victoire 2-1). Merveille participe ensuite au Championnat d'Afrique des nations 2016 organisé au Rwanda, inscrivant un but face à l'Angola. La RD Congo remporte la compétition en battant le Mali en finale.
Fin décembre 2016, il est présélectionné pour participer à sa première CAN au Gabon de janvier à février 2017. Polyvalent, il dispute tous les matchs des Léopards jusqu'à leur élimination en quart de finale contre le Ghana. Il est également de la partie lors de l'édition suivante (en Égypte de juin à juillet 2019, huitième de finale) ainsi qu'au Championnat d'Afrique des nations 2020 (au Cameroun, janvier & février 2021, quart de finale).

## Palmarès

### En club

#### Avec leTP Mazembe
Championnat de RD Congo 2013 et 2014
Ligue des champions d'Afrique 2015

#### Avec leStandard de Liège
Vice-champion de Belgique en 2018.

### En sélection
Championnat d'Afrique des nations 2016